# 富山乡 (南昌县)
富山乡是中国江西省南昌市南昌县下辖的一个乡。

## 行政区划
富山乡共辖1个居委会和13个行政村，分别是：富山街居委会、张坊村、三山村、若冈村、滩上村、清湖村、富山村、东亘村 （还有6个村由小蓝经济开发区代管）。